# Skew (elica)
Lo skew, applicato alle eliche navali e chiamato anche deviazione delle pale, è un accorgimento utile per ridurre le vibrazioni dello scafo in caso di transito in zone d'acqua perturbate; lo skew, infatti, consente all'elica di attraversare gradualmente il volume d'acqua interessato e, quindi, di risentire in maniera più lieve delle vibrazioni. In base al valore assunto dallo skew varia la svergolatura della pala stessa.

## Definizione Geometrica
Lo skew viene inteso come l'angolo compreso tra la linea di riferimento dell'elica e la linea di riferimento locale, per una data sezione. 

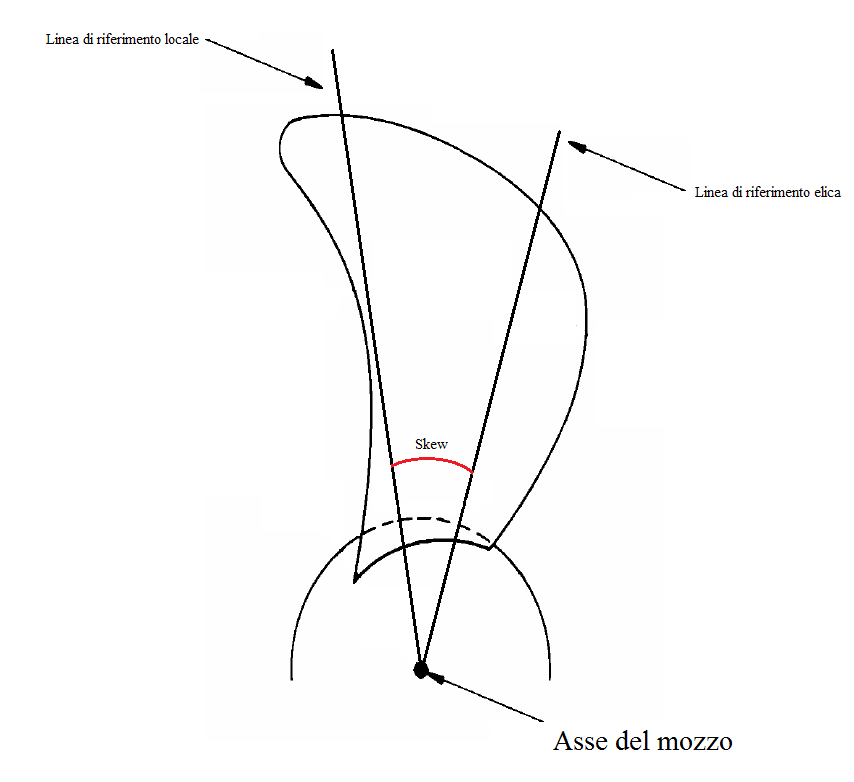
Skew